# 天台站 (黄海南道)
天台站（韓語：천태역）是位于朝鮮民主主義人民共和國黃海南道延安郡的一個鐵路車站。屬於白川線。

## 邻近车站
白川線
青丹站 - 天台站 - 楓川站